# しあわせの一番星
「しあわせの一番星」（しあわせのいちばんぼし）は、1974年3月1日に発売された浅田美代子の5枚目のシングル。

## 解説
- レギュラー出演していたTBS系ドラマ『寺内貫太郎一家』の劇中で歌われた楽曲で、エンディングでは屋根の上で西城秀樹とデュエットで歌唱している。また、浅田が主演した楽曲と同名の映画の主題歌にも起用されている。

- 本楽曲の作詞・作曲は浅田のデビューシングル『赤い風船』以来の安井かずみ・筒美京平コンビによる作品で、それに次ぐヒット曲となった。

## 収録曲
- 両楽曲共に、作詞：安井かずみ／作曲：筒美京平

1. しあわせの一番星（2分43秒）
編曲：筒美京平
2. 恋のまえぶれ（3分9秒）
編曲：高田弘

## 収録アルバム
- GOLDEN☆BEST 浅田美代子

## 映画
1974年3月30日に松竹系で公開。カラー。シネマスコープ。86分。キャッチコピーは「力いっぱい働いて、明日の幸せを祈るの…恋の一番星、ほら みつけた…」。
浅田美代子扮する主人公が鎌倉市の下宿屋で、お手伝いさんとして底ぬけの天真欄漫さで明るくさわやかに生きていく姿を描く青春映画。『寺内貫太郎一家』で浅田と共演していた西城秀樹が本作にも出演しており、クリーニング屋の店員と本人役の二役を演じている。
ビデオも発売されていたが、2006年1月28日に「松竹DVD倶楽部」レーベルから本作を収録したDVDが発売された。

### 出演者
- 久慈美世子（主人公）：浅田美代子
- 東条英雄（クリーニング屋の店員）／西城秀樹：西城秀樹
- 神山周造（下宿屋主人。元・刑事部長）：山形勲
- 神山夕子（周造の娘）：篠ヒロコ
- 長谷川武（おでん屋の若主人。夕子の恋人）：津坂匡章
- ジェネット三原（下宿人。実はスリ）：ジャネット八田
- 佐近哲平（スリ専門刑事。元・周造の部下）：橋達也
- 橋田圭太：左とん平
- 夏木マリ：夏木マリ
- 明石沙織：中川加奈
- 古賀和郎：太堂昌美
- 古賀治郎：立花直樹
- 真知子：水木涼子
- 久慈ふき（美世子の母）：村上記代
- 予想屋（競艇場）：三角八郎、東光生、北浦昭義、園田健二
- 警官：大屋満、高利十一

### スタッフ
- 製作：樋口清
- 脚本：石森史郎
- 監督：山根成之
- 撮影：川又昂
- 音楽：高田弘
- 美術：森田郷平、横山豊
- 録音：中村寛
- 照明：小林松太郎
- スチル：赤井博且
- 編集：富宅理一
- 助監督：佐光曠

### 音楽
- 主題歌：浅田美代子「しあわせの一番星」[1]
- 挿入歌：浅田美代子「赤い風船」
西城秀樹「薔薇の鎖」「愛の十字架」
夏木マリ「お手やわらかに」[1]

### 製作

#### キャスティング
普段は銀座の高級クラブのレジ係ながら、実は漕艇場をカセギ所とする女スリ役のジャネット八田は、『11PM』の司会で人気が急上昇していたことからの抜擢で、女優初挑戦。プロデューサーの抜擢理由は「目元が涼しく清楚な感じがする」だった。ファッションモデルは廃業状態になっていたことからジャネットは「モデルはスポンサーの言うままで主体性がないでしょう。（俳優業は）役づくりをするのが楽しい」などと話した。これ以降、多くの映画・テレビドラマに出演した。

#### 撮影
1974年1月26日、松竹大船撮影所でクランクイン。
同年2月12日、蒲田の電子工学院6階ホールで西城秀樹参加のロケがあった。「学生のエキストラとして西城と共演しませんか」と『スポーツニッポン』に西城のファンに向けて参加を呼びかける小さな告知があった。するとウィークデイーにも関わらず、女子中学・高校生がどっと600人が詰めかけ、ワーワー、キャーキャー大騒ぎ。ファンにしてみれば無料で1日ヒデキを目の当たりにして公然と騒げる、松竹サイドからみればエキストラを集める手間も省け、ギャラもいらない一石二鳥の名案。シーンは信州から出て来た浅田が憧れのヒデキのステージを観に行く設定で、本来浅田が出演しないとおかしいシーンだったが、西城と浅田は同じ芸映所属で一緒の仕事が多く、西城ファンから浅田は「大嫌い！」と敵意を抱かれており、浅田が姿を現わそうものなら西城ファンが暴動を起こしかねないとの配慮があり、浅田は不参加となった。西城は同じ松竹で人気劇画『愛と誠』映画化の本格的主演が決まっており、松竹は過激な西城ファンの動向を心配した。

### タイアップ
当時浅田が「カオーフェザークリームリンス」のCMに出演していた縁で、花王石鹸（現・花王）とのタイアップが行われた。洗濯や買い物のシーンでは、当時花王石鹸が製造・販売していた合成洗剤「ニュービーズ」が使われている。

### 同時上映
- 『涙のあとから微笑みが』
  - 主演：森田健作／監督：市村泰一／脚本：田波靖男